# اوپو نئو
اوپو نئو (انگلیسی: Oppo Neo) اولین گوشی از سری نئو اوپو است. این گوشی در دو رنگ سفید و سیاه و با قیمت ۱۶۰ یورو عرضه شد.